# Davenport (Dakota Północna)
Davenport – miasto w Stanach Zjednoczonych, w stanie Dakota Północna, w hrabstwie Cass.